# 2835 Ryoma
2835 Ryoma este un asteroid din centura principală, descoperit pe 20 noiembrie 1982 de Tsutomu Seki.